# Michael Kelly (tenor)
Mícheál Ó Ceallaigh (Dublín, 25 de diciembre de 1762 - Margate, 9 de octubre de 1826) fue un cantante irlandés (tenor), compositor y director teatral que hizo una carrera internacional de importancia en la historia musical.
Como su compañera Nancy Storace había estudiado canto con Venanzio Rauzzini. Pasando por Nápoles, Ó Ceallaigh llegó en 1783 a Viena. Se convirtió en miembro de la compañía de la corte y alumno de Mozart. A principios del año 1787 abandonó Viena en compañía de Thomas Attwood y Storace y fueron a Londres, donde trabajó como cantante y a partir de 1797, como fecundo compositor teatral, editor y comerciante de vinos.
Una de las principales figuras en el teatro musical británico de alrededor siglo XIX, y un estrecho colaborador de Richard Sheridan, que había sido amigo de Mozart y Giovanni Paisiello, creó papeles en óperas para ambos. Con su amiga Nancy Storace, fue uno de los primeros cantantes de aquella época en la Gran Bretaña e Irlanda y se hizo una fama de primera fila en Italia y Austria.
En Italia también se le conoce como O'Kelly, o incluso como el Signor Ochelli. A pesar de que la fuente principal de su vida es su Reminiscences of Michael Kelly, aparecidas en 1826, el año de su muerte, son una autèntica mina, sobre todo con respecto a Haydn y Mozart, se ha dicho «Cualquier declaración de Kelly es inmediatamente sospechosa».
Su índice de obras lo menciona con fecha de 29 de abril de 1876 como Occhelly. La canzonetta KV 532 de Mozart se suele relacionar con una ocurrencia de Kelly.

## Biografía
El padre de Michael Kelly, Thomas, un comerciante de vinos católico y maestro de baile, tuvo una importante posición social como Maestro de ceremonias en el Castillo de Dublín, la sede del gobierno británico en Irlanda. Michael recibió una educación musical seria, principalmente voz y teclado, desde una edad temprana. Sus primeros maestros fueron los italianos, Passerini (de Bolonia ) y Niccolò Perotti, un contralto masculino, que cantó en Covent Garden en las producciones originales de la ópera de Thomas Arne (en un texto de Pietro Metastasio) Artajerjes —papel del título—.  Kelly comentó que Peretti poseía el verdadero portamento, 'Poco entendido por la década de 1820'. Con él, Kelly estudió el aire «In infancy our hopes and fears», compuesto por Peretti, también estudió teclado con el hijo de Thomas Arne, Michael Arne.
Kelly también hizo su debut en el escenario en Dublín. Un promotor, Pedro Martini, trajo una compañía italiana (incluido Peretti) para realizar una ópera cómica en el Teatro Smock Alley. Sig. Saboya, que debía haber cantado el papel del soprano alto del Conde de Niccolò Piccinni La buona figliuola, estaba enfermo, y Kelly, que todavía cantaba agudos, ocupó su puesto y logró un gran éxito. Sin embargo, Martini no pagó y el distinguido reparto se dispersó de inmediato. Michael Arne luego tuvo el papel de «Cymon» durante tres noches en el  Crow Street Theatre, y tuvo una actuación benéfica como Maestro Lionel de la obra de Baldassare Galuppi Lionel and Clarissa.
El año 1787 apareció en Londres, en Drury Lane, tuvo un gran éxito, y desde ese momento fue el principal tenor inglés en ese teatro. En 1793 se convirtió en gerente interino del Kings Theatre, y fue muy solicitado en conciertos. En 1826 publicó sus entretenidas Reminiscencias, escritas con la ayuda de Theodore Hook. Combinó su trabajo profesional con la dirección de una tienda de música y una tienda de vinos, pero con resultados financieros desastrosos. Murió en Margate, a los 64 años.

## Grabaciones
Las grabaciones de la música de Kelly son extremadamente raras. Se pueden encontrar en un LP de 1971 y dos CD emitidos en 2011 y 2012.
- Michael Kelly & Mozart, interpretado por Sasha Abrams (S), Dan Klein (tenor), Peter Alexander (piano): Decca Ace of Diamonds SDD 273 (LP, 1971). Contiene las canciones: Cara son tuo così, Soffri che intraccia, The Woodpecker, Placa gli sdegni tuoi, Rui seize thee, así como la colaboración Kelly/Mozart Grazie agl'inganni tuoi.
- Entertaining Miss Austen. Newly discovered music from Jane Austen's family collection, interpretada por Amanda Pitt (soprano), John Lofthouse (baritone), David Owen Norris (piano): Dutton Epoch CDLX 7271 (CD, 2011). Contiene las canciones: The Wife's Farewell, The Husband's Return.
- English and Scottish Romantic Songs, interpretadas por Gudrún Ólafsdóttir (mezzo) and Francisco Javier Jáuregui (guitarra): EMEC Discos E-104 (CD, 2012). Contiene la canción Flora McDonalden un arreglo del siglo XIX con guitarra de C.M. Sola.